# أولغا مولينا

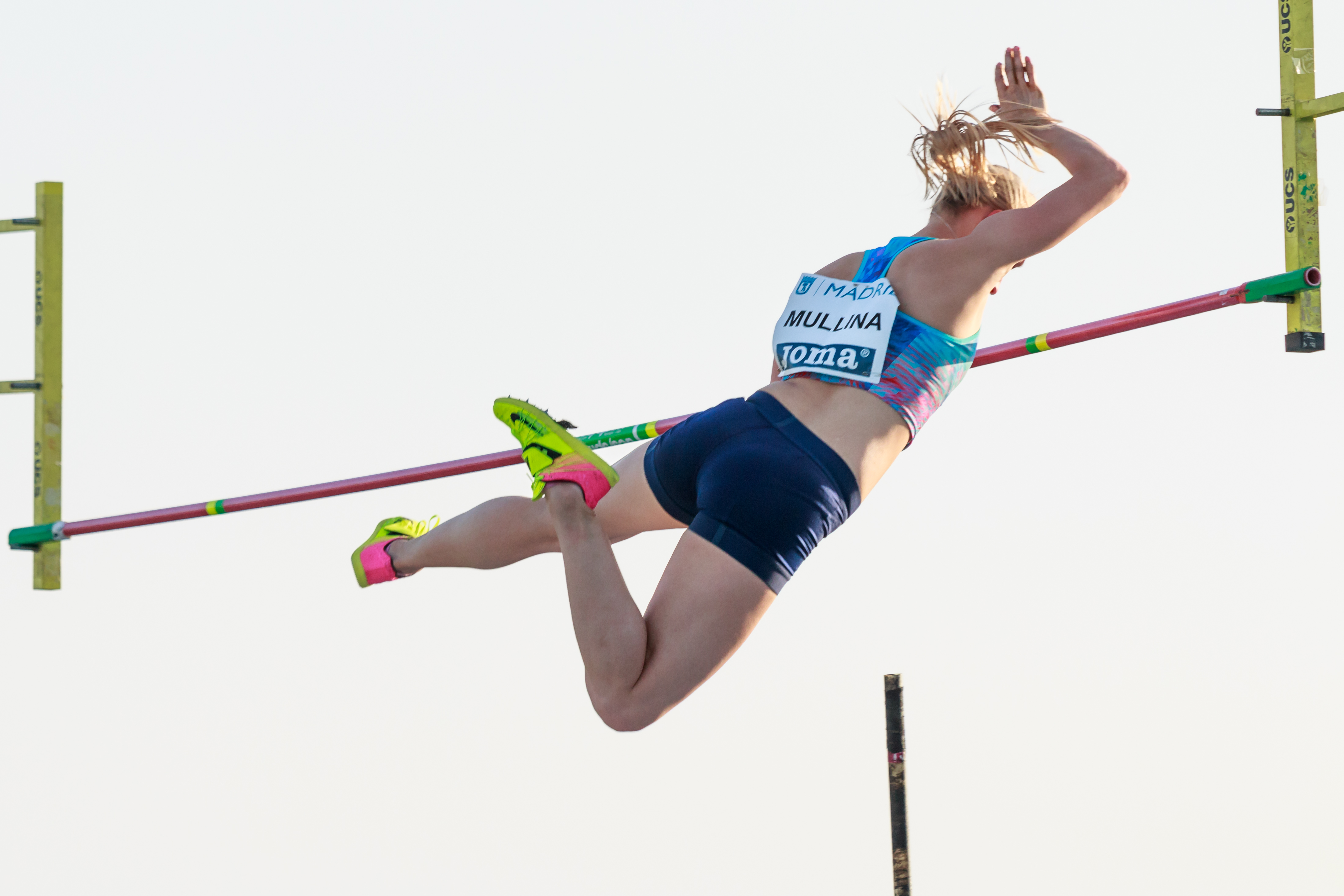

أولغا مولين ولدت في 1 آب 1992) رياضية روسية متخصصة بالقفز بالزانة.
الميدالية في بطولة روسيا.
الرابع الرياضي للجامعات (2015).

## ارقام شخصية
- القفز بالزانة (الملعب) – 4,65 (2016 و 2017)
- القفز بالزانة (غرفة) – 4,60 (2015 و 2016)

## روابط خارجية
- أولغا مولينا على موقع الاتحاد الدولي لألعاب القوى (الإنجليزية)